# Lauterach (Kastl)
Lauterach ist eine in der Oberpfalz gelegene Einöde, die ein Gemeindeteil von Kastl ist.

## Lage
Der Ort befindet sich in der Region Oberpfälzer Jura und liegt in der nach Winkl benannten Gemarkung. Lauterach ist einer von 39 Ortsteilen des Marktes Kastl. Die Einöde liegt viereinhalb Kilometer südwestlich von Kastl und Lauterhofen ist dreieinhalb Kilometer entfernt.

## Verkehr
Die Staatsstraße 2235 führt direkt am Ort vorbei. Vom ÖPNV wird Lauterach mit der Buslinie 445 des VGN angefahren.